# Alice or Alice
Alice or Alice (ありすorありす ～シスコン兄さんと双子の妹～?, Arisu or Arisu: Siscon nii-san to futago no imōto) è un manga scritto e disegnato da Riko Korie, la cui serializzazione è iniziata nel 2013 sul Comic Cune di Media Factory, la quale è stata in origine un supplemento al Monthly Comic Alive sino all'agosto 2015. Un adattamento anime è stato annunciato a luglio 2017.

## Personaggi
Rise (りせ?)
Doppiata da: Ayane Sakura (drama-CD)
Airi (あいり?)
Doppiata da: Rina Hidaka (drama-CD)
Maco (マコ?, Mako)
Doppiata da: Natsumi Takamori (drama-CD)
Coco (ココ?, Koko)
Doppiata da: Ayaka Suwa (drama-CD)
Kisaki (姫咲?)
Doppiata da: Sora Tokui (drama-CD)
Ruha (るは?)
Doppiata da: Saori Ōnishi (drama-CD)
Alpaca-san (あるぱかさん?, Arupaka-san)
Doppiata da: Hiyori Nitta (drama-CD)
Kabi Usagi (カビうさぎ?)
Doppiata da: Hiyori Nitta (drama-CD)

## Media

### Manga
Alice or Alice è un manga scritto e disegnato da Riko Korie. La serie viene serializzata a partire dal numero di novembre 2013 della rivista Comic Cune di Media Factory, pubblicato il 27 settembre 2013. Inizialmente, Comic Cune era un supplemento presente nel Monthly Comic Alive, mentre in seguito è divenuto un periodico indipendente a partire dal numero pubblicato il 27 agosto 2015. Tre volumi tankōbon sono stati pubblicati tra il 23 gennaio 2015 e il 23 marzo 2018.

### Anime
Un adattamento anime di 12 episodi dello studio EMT Squared è andato in onda dal 4 aprile al 20 giugno 2018. La serie è diretta da Kōsuke Kobayashi e scritta da Saeka Fujimoto, con disegni a cura di Naoko Kuwabara. La sigla d'apertura e chiusura sono rispettivamente "A or A!?" di petit milady e "LONELY ALICE" di Pyxis.
| Nº | Titolo italiano Giapponese 「Kanji」 - Rōmaji                                                                                          | In onda        | In onda |
| Nº | Titolo italiano Giapponese 「Kanji」 - Rōmaji                                                                                          | Giapponese     |         |
| 1  | Un fratello con il sister complex e le sue sorelle gemelle 「シスコン兄さんと双子の姉妹」 - Shisukon Nīsan to Futago no Shimai         | 4 aprile 2018  |         |
| 2  | Maco e Coco si sfidano in cucina! 「マコとココが料理に挑戦！」 - Mako to Koko ga Ryōri ni Chōsen!                                      | 11 aprile 2018 |         |
| 3  | Il Kisa Kissa di Kisaki ♡ 「姫咲のきさきっ茶♡」 - Kisaki no Kisa Kissa ♡                                                               | 18 aprile 2018 |         |
| 4  | Ruha l'affamata 「ハラペコのるは」 - Harapeko no Ruha                                                                                  | 25 aprile 2018 |         |
| 5  | Tutti in viaggio alle terme?! 「みんなで温泉旅行！？」 - Minna de Onsen Ryokō! ?                                                       | 2 maggio 2018  |         |
| 6  | Tutti insieme al mare! 「みんなで海に来たよ！」 - Minna de Umi ni Kita yo!                                                             | 9 maggio 2018  |         |
| 7  | L'apparizione di una rivale?! Arriva Yamiry! 「ライバル出現!? ヤミリー登場！」 - Raibaru Shutsugen!? Yamirī Tōjō!                      | 16 maggio 2018 |         |
| 8  | La tre gare oscure di Natale! 「闇のクリスマス三本勝負！」 - Yami no Kurisumasu Sanbon Shōbu!                                          | 23 maggio 2018 |         |
| 9  | Capodanno con il batticuore?! Panico con il sake dolce! 「ドキドキお正月！？ 甘酒パニック！」 - Dokidoki oshōgatsu! ? Amazake panikku! | 30 maggio 2018 |         |
| 10 | Sfida per il cioccolato di San Valentino! 「バレンタインチョコレート対決！」 - Barentain Chokorēto Taiketsu!                           | 6 giugno 2018  |         |
| 11 | Il felice compleanno di Rise e Airi 「りせとあいりのハッピーバースデイ」 - Rise to Airi no Happībāsudei                                | 13 giugno 2018 |         |
| 12 | La formazione delle kisakiss6 「結成 kisakiss6」 - Kessei kisakisu sikusu                                                              | 20 giugno 2018 |         |